# Бродок (Житомирская область)
Бродок (укр. Брідок) — село на Украине, находится в Емильчинском районе Житомирской области.
Код КОАТУУ — 1821786602. Население по переписи 2001 года составляет 61 человек. Почтовый индекс — 11257. Телефонный код — 4149. Занимает площадь 0,5 км².

## История
В 1946 году указом ПВС УССР село Кляровка переименовано в Бродок.

## География
Западнее села берёт начало река Бастова.

## Адрес местного совета
11257, Житомирская область, Емильчинский р-н, с. Симоны